# Тидехо

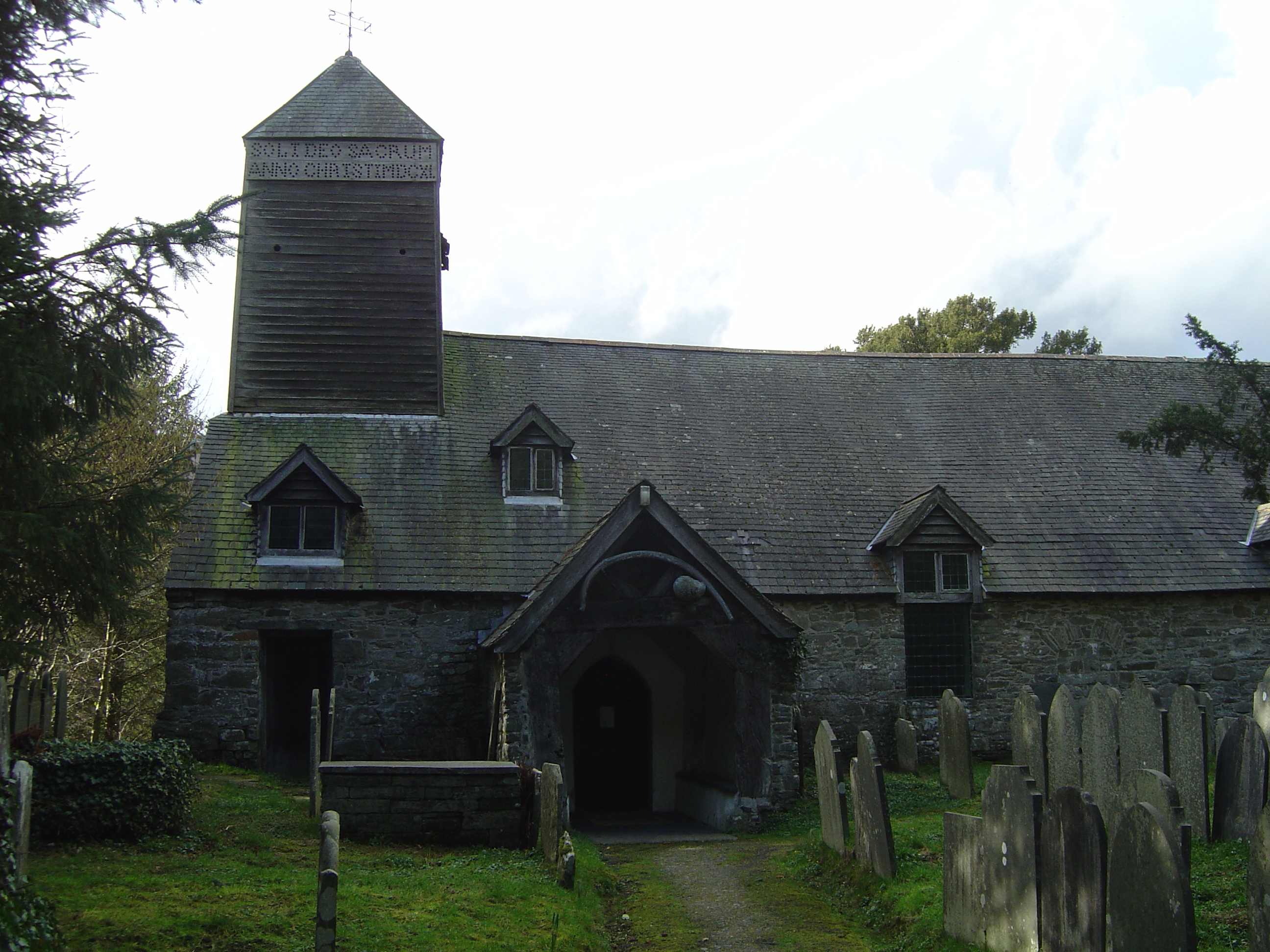
Церковь Святого Тидехо, Маллуйд.

Тидехо (валл. Tydecho, VI век) — валлийский святой. День памяти — 17 декабря.
Согласно валлийским генеалогическим источникам Святой Тидехо был сыном Аннуна Чёрного (Annwn или Amwn Ddu), сына Эмира Ллидау (Emyr Llydaw, то есть «Бретонского»), и Анны, дочери Мейрига ап Теудрига, короля Гвента, и приходился, таким образом, братом Святому Самсону, а также двоюродным братом — Святому Кадвану и Атруису Гвентскому, который является одним из исторических прототипов легендарного Короля Артура.
Тидехо упоминается (в форме Titechon) в житии Святого Падарна, как один из трёх предводителей монашеских миссий из Бретани в Уэльс, вместе со святыми Хетинлаем и Кадваном.
Не сохранилось житийной литературы посвящённой самому Тидехо, однако легендарные обстоятельства его жизни были сохранены в поэме Cywydd Tydecho Sant, написанной в традиционной форме кивид в XIV веке поэтом Давидом Ллуйдом ап Лливелином ап Грифидом, жившим в Матаварне — неподалёку от основных мест почитания святого. Кроме того, некоторые сведения о нём содержатся в кивиде «Тидехо и два прихода Маудуи» Мэтью Бромфилда, поэта XVI века, в основном повествующего о коммоте Маудуи, однако воспевающего и некоторые чудеса, сотворённые святым.
Указанные поэтические произведения описывают ряд событий агиографического характера из жизни Святого Тидехо. В частности повествуется история о его трениях с «известным гонителем праведников» Майлгуном Гвинедом, в результате которых король Гвинеда покаялся и даровал святому ряд подношений и свобод. Согласно другой истории сестра короля была похищена, и Тидехо вернул её Майлгуну целой и невредимой, за что получил в дар земли Гартбейбио, свободные от уплаты любого рода податей, что было позднее подтверждено хартией местной церкви, жалованной Хивелом Добрым. В другой раз святой молитвой остановил отряд из 500 человек, хотевших разорить земли Маудуи. Второй кивид содержит легенду о том, как Тидехо превратил воду одного ручья в молоко, и что этот ручей поныне называется Ллайтнант (Llaethnant — «Молочный ручей»).
Святой подвизался на землях коммота Маудуи, в Мерионетшире, где по преданию основал церковь в Лланимаудуи. На момент проведения папой Николаем IV «Таксации» английский и валлийских церквей и приходов в 1291—1292 годах в коммоте существовало три церкви: материнская в Лланимаудуи, и две дочерние — в Маллуйде и Гартбейбио. Первые две сохранились до настоящего времени, от последней остался ряд фрагментов на территории церковного двора. Кроме того, в честь Святого Тидехо была освящена приходская часовня в местечке Лландегван, Англси.